# Laothoe sinica
Laothoe sinica är en fjärilsart som beskrevs av Rothschild och Jordan 1903. Laothoe sinica ingår i släktet Laothoe och familjen svärmare. Inga underarter finns listade i Catalogue of Life.